# Newellton
Newellton es un pueblo ubicado en la parroquia de Tensas en el estado estadounidense de Luisiana. En el Censo de 2010 tenía una población de 1187 habitantes y una densidad poblacional de 524,98 personas por km².

## Geografía
Newellton se encuentra ubicado en las coordenadas 32°4′21″N 91°14′21″O / 32.07250, -91.23917. Según la Oficina del Censo de los Estados Unidos, Newellton tiene una superficie total de 2.26 km², de la cual 1.97 km² corresponden a tierra firme y (13.06%) 0.3 km² es agua.

## Demografía
Según el censo de 2010, había 1187 personas residiendo en Newellton. La densidad de población era de 524,98 hab./km². De los 1187 habitantes, Newellton estaba compuesto por el 28.48% blancos, el 71.02% eran afroamericanos, el 0% eran amerindios, el 0% eran asiáticos, el 0% eran isleños del Pacífico, el 0% eran de otras razas y el 0.51% pertenecían a dos o más razas. Del total de la población el 0.93% eran hispanos o latinos de cualquier raza.